# Liste der Biografien/Schwai
Liste der Biografien |
Portal Biografien |
Personensuche
# |
A |
B |
C |
D |
E |
F |
G |
H |
I |
J |
K |
L |
M |
N |
O |
P |
Q |
R |
S |
T |
U |
V |
W |
X |
Y |
Z |
?
 
Sa |
Sb |
Sc |
Sd |
Se |
Sf |
Sg |
Sh |
Si |
Sj |
Sk |
Sl |
Sm |
Sn |
So |
Sp |
Sq |
Sr |
Ss |
St |
Su |
Sv |
Sw |
Sy |
Sz
 
Sca–Sce |
Sch |
Sci–Scz
 
Scha |
Schc |
Schd |
Sche |
Schg |
Schi |
Schj |
Schk |
Schl |
Schm |
Schn |
Scho |
Schp |
Schr |
Schs |
Scht |
Schu |
Schv |
Schw |
Schy
 
Schwa |
Schwe |
Schwi |
Schwo |
Schwu |
Schwy
 
Schwaa |
Schwab |
Schwac |
Schwad |
Schwae |
Schwag |
Schwah |
Schwai |
Schwak |
Schwal |
Schwam |
Schwan |
Schwap |
Schwar |
Schwas |
Schwat |
Schwau |
Schwaz
Die Liste der Biografien führt alle Personen auf, die in der deutschsprachigen Wikipedia einen Artikel haben. Dieses ist eine Teilliste mit 46 Einträgen von Personen, deren Namen mit den Buchstaben „Schwai“ beginnt.

## Schwai

### Schwaib
- Schwaibold, Joshua (* 1998), deutscher Basketballspieler

### Schwaie
- Schwaier, Hans (* 1964), deutscher Tennisspieler
- Schwaier, Olaf (* 1956), deutscher Angestellter und Politiker (AfD)

### Schwaig
- Schwaiger, Albin (1758–1824), deutscher Meteorologe und Augustiner-Chorherr
- Schwaiger, Alois (* 1940), österreichischer Autor
- Schwaiger, Andreas (* 1968), deutscher Schauspieler
- Schwaiger, Andreas Maria (* 1969), deutscher Schauspieler und Autor
- Schwaiger, Anton (1879–1954), deutscher Elektrotechniker und Hochschullehrer
- Schwaiger, Anton (1911–1975), österreichischer Politiker (ÖVP), Landtagsabgeordneter, Amtsführender Stadtrat
- Schwaiger, Axel (* 1963), deutscher Lehrer, Historiker und Autor
- Schwaiger, Beppo (1902–1976), deutscher Schauspieler und Kabarettist
- Schwaiger, Brigitte (1949–2010), österreichische Schriftstellerin
- Schwaiger, Bruno (1877–1927), deutscher Kaufmann und Genossenschaftsdirektor
- Schwaiger, Clemens (* 1962), deutscher Ordensbruder, Salesianer Don Boscos, Philosoph
- Schwaiger, Dominik (* 1991), deutscher Skirennläufer
- Schwaiger, Doris (* 1985), österreichische Beachvolleyballspielerin
- Schwaiger, Franz (1877–1926), österreichischer Schauspieler, Theaterleiter und -regisseur
- Schwaiger, Georg (* 1923), deutscher Ringer
- Schwaiger, Georg (1925–2019), deutscher katholischer Kirchenhistoriker und Hochschullehrer
- Schwaiger, Gerhard (* 1959), deutscher Koch
- Schwaiger, Gernot (* 1952), deutscher bildender Künstler, Lithograf, Zeichner und Bildhauer
- Schwaiger, Günter (* 1965), österreichischer Regisseur und Produzent
- Schwaiger, Hanuš (1854–1912), tschechischer Maler, Graphiker und Pädagoge
- Schwaiger, Harald (* 1973), österreichischer Schauspieler, Hörspiel- und Synchronsprecher sowie Theatergründer und -intendant
- Schwaiger, Hildegard (* 1955), österreichische Politikerin (FPÖ), Landtagsabgeordneter in Tirol
- Schwaiger, Josef (1905–1944), österreichischer Hauptwachtmeister der Feuerwehr und Widerstandskämpfer gegen den Nationalsozialismus
- Schwaiger, Josef (1930–2014), deutscher Skirennläufer
- Schwaiger, Josef (* 1962), österreichischer bildender Künstler
- Schwaiger, Josef (* 1965), österreichischer Politiker (ÖVP), Salzburger LandesratJosef Schwaiger (* 1965)

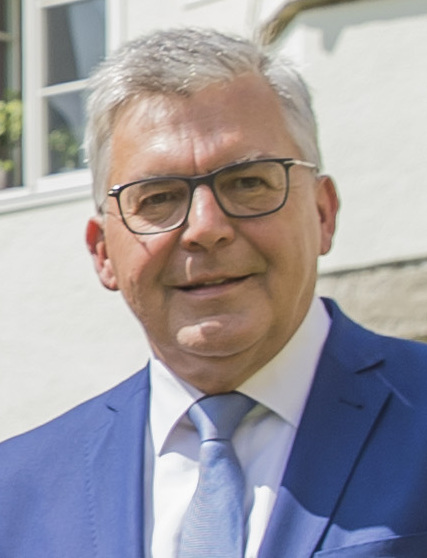
Josef Schwaiger (* 1965)

- Schwaiger, Joseph Michael (1841–1887), österreichischer Schriftsteller und Seelsorger
- Schwaiger, Konrad (1935–2021), deutscher Politiker (CDU), MdEP
- Schwaiger, Manfred (* 1963), deutscher Wirtschaftswissenschaftler
- Schwaiger, Markus (* 1950), deutscher Nuklearmediziner und Hochschullehrer
- Schwaiger, Michael (* 1970), bayerischer Politiker (Freie Wähler) und Landrat
- Schwaiger, Peter (* 1968), österreichischer Schriftsteller und Musiker
- Schwaiger, Rosl (1918–1970), österreichische Opernsängerin (Sopran)
- Schwaiger, Rudolf (1920–1986), österreichischer Politiker (ÖVP), Landtagsabgeordneter, Mitglied des Bundesrates
- Schwaiger, Rudolf (1924–1979), österreichischer Bildhauer
- Schwaiger, Stefanie (* 1986), österreichische Beachvolleyballspielerin
- Schwaiger, Toni (* 1966), deutscher Fachjournalist und Programmierer, Leiter IDG-Medienproduktion
- Schwaighofer, Alexander (* 1998), österreichischer Fußballspieler
- Schwaighofer, Barbara (* 1969), österreichische Politikerin (ÖVP), Landtagsabgeordnete in Tirol
- Schwaighofer, Cyriak (* 1950), österreichischer Politiker (Grüne), Landtagsabgeordneter
- Schwaighofer, Jonas (* 2001), österreichischer Fußballspieler
- Schwaighofer, Klaus (* 1956), österreichischer Rechtswissenschaftler und Hochschullehrer
- Schwaighofer, Sebastian (* 2000), österreichischer Politiker (FPÖ), Abgeordneter zum Nationalrat